# Blindengarten

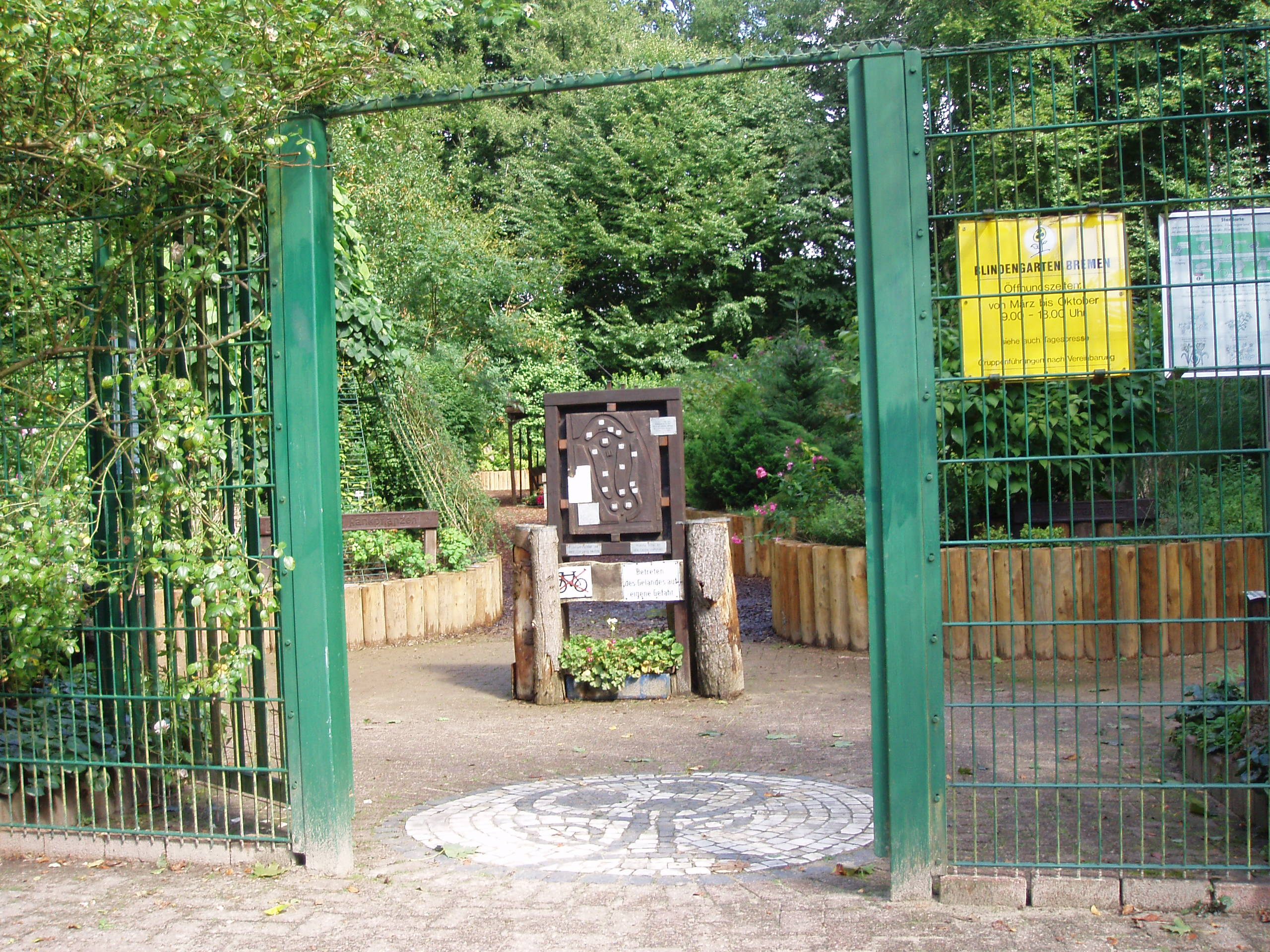
Eingang zum Blindengarten in Knoops Park

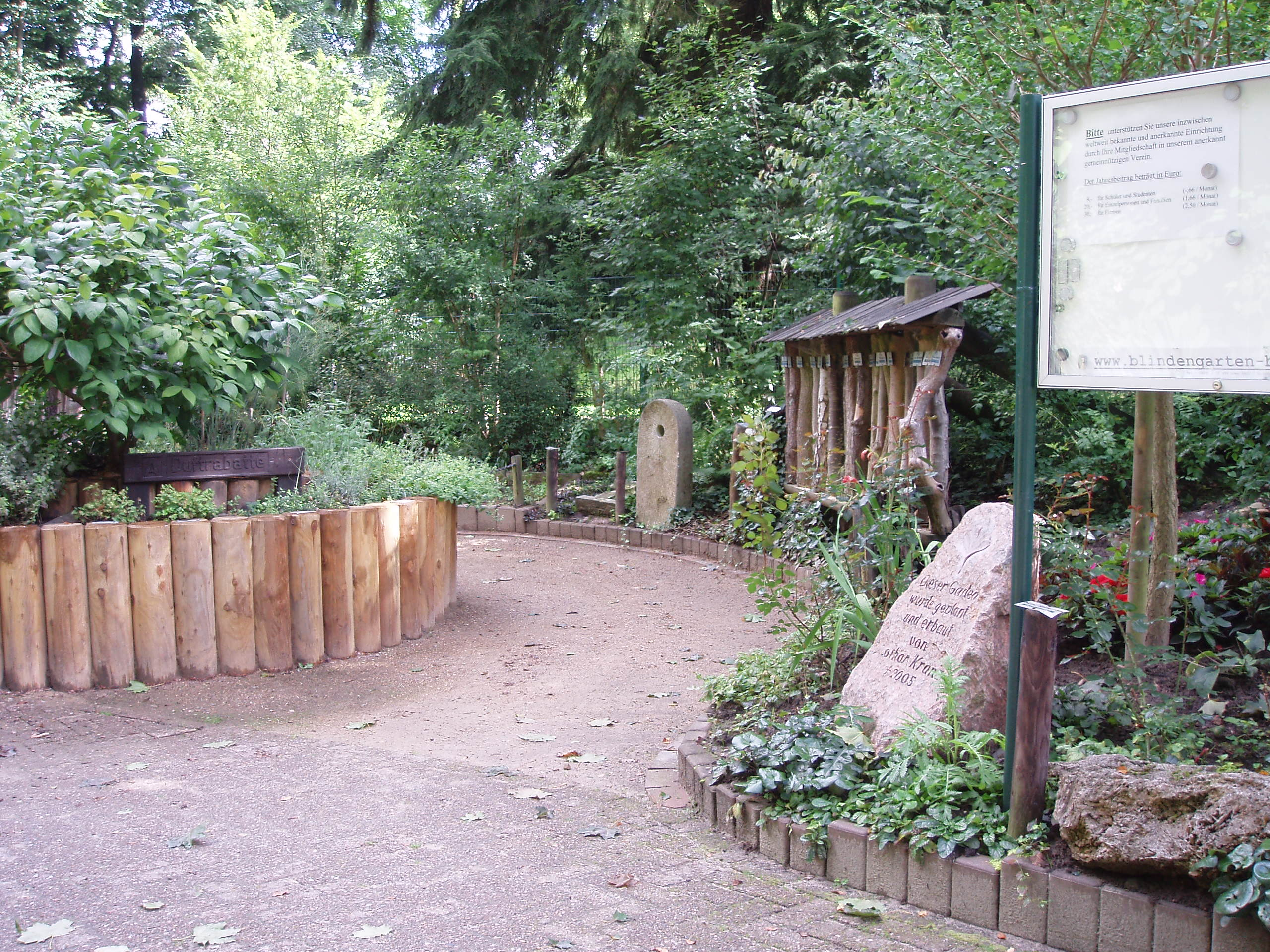
Beginn des Rundwegs im Bremer Blindengarten

Ein Blindengarten ist ein Garten, der es Blinden und/oder Sehbehinderten ermöglichen soll, sich selbständig mit Pflanzen und anderen Gartenelementen zu beschäftigen.
In Blindengärten finden sich besonders viele Pflanzen mit ausgeprägtem Duft (Duftpflanzen) und interessanter Blattoberflächenstruktur bzw. Blütenform.
Blindengärten verfügen über Lagepläne in Reliefform, die eine Orientierung in der Anlage ermöglichen. Die Beete und Rabatten sind erhöht angelegt, damit einerseits die Wegführung gut ertastbar ist, andererseits auch die Pflanzen auf einer Höhe stehen, die das Befühlen und Beriechen erleichtert. Hinweistafeln in Brailleschrift gehören ebenfalls zur Ausstattung. Neben lebenden Pflanzen werden oft auch ausgesägte Hölzer und Rinden sowie Steine und Mineralien zum Ertasten angeboten. Auch der Untergrund, auf dem sich der Besucher bewegt, kann, etwa durch Kies oder Rindenmulch, abwechslungsreich gestaltet sein. Betastbare Skulpturen mit verschiedenen Oberflächenstrukturen, häufig auch Wasserspiele (zugleich Geräuschkulisse und taktiles Erlebnis) sowie Klangkörper sind weitere mögliche Bestandteile.
Manche Blindengärten sind zudem rollstuhlgerecht angelegt, um auch mehrfach Körperbehinderten den Zugang zu ermöglichen.
Wohl weltweit der erste Blindengarten entstand 1939 in Exeter. In Deutschland gibt es seit den 1960er Jahren Blindengärten.

## Deutschland
Der erste Blindengarten Deutschlands, der im Jahr 1989 aus Privatinitiative entstand, befindet sich in Knoops Park in Bremen (Lage: ⊙). Er ist frei zugänglich, gilt als bundesweit einmaliges Konzept und wurde bereits Gegenstand zahlreicher Diplom- und Forschungsarbeiten.

### Blindengärten in Deutschland (Auswahl)
- Blindengarten Bremen e.V. Blindengarten-bremen.de
- „Duft- und Tastgarten“ in Bad Kissingen, Bayern
- Blindengarten im „Park der Gärten“ in Bad Zwischenahn, Niedersachsen
- Blindengarten im Freizeitpark Rheinaue, Bonn, Nordrhein-Westfalen
- Blindengarten im Arboretum Ellerhoop-Thiensen, Schleswig-Holstein
- Blindengarten der Weihenstephaner Gärten in Freising, Bayern
- Blindengarten des Deutschen Medizinhistorischen Museums in Ingolstadt, Bayern
- Blindengarten im Botanischen Garten in Klein Flottbek, Hamburg
- Blindengarten des Volkskundlichen Freilichtmuseum Speckenbüttel, in Lehe, Bremen
- Duft- und Tastgarten im Friedenspark in Leipzig, Sachsen
- Blindengarten im Ebertpark, Ludwigshafen am Rhein, Rheinland-Pfalz
- Blindengarten im Botanischen Garten Gießen, Hessen
- Blindengarten im Stadtpark Harburg, Hamburg
- Blindengarten St. Odilia im Schlosspark Kleinheubach, Bayern
- Blindengarten im Rosengarten der Städtischen Baumschule Bischweiler in München, Bayern (Lage: ⊙)
- Botanischer Blindengarten Radeberg, Sachsen (Lage: ⊙)

## Österreich
Der erste Blindengarten Österreichs wurde 1959 im Wertheimsteinpark in Wien angelegt. Er ging auf Vorbilder in Brighton und Edinburgh zurück. Er wird nicht mehr als Blindengarten genutzt und nur noch wenig frequentiert; in den früheren Beeten hat die Mauereidechse ein Refugium gefunden. Er soll daher in einen Naturschutzgarten umgewandelt werden.